# Mundia
Mundia é uma cidade e uma nagar panchayat no distrito de Budaun, no estado indiano de Uttar Pradesh.

## Demografia
Segundo o censo de 2001, Mundia tinha uma população de 6242 habitantes. Os indivíduos do sexo masculino constituem 53% da população e os do sexo feminino 47%. Mundia tem uma taxa de literacia de 42%, inferior à média nacional de 59.5%: a literacia no sexo masculino é de 51% e no sexo feminino é de 32%. Em Mundia, 20% da população está abaixo dos 6 anos de idade.